# Donanemab
Il donanemab (LY3002813 secondo la Denominazione Comune Internazionale), noto anche con il nome commerciale di Kisunla, è un anticorpo monoclonale sviluppato dalla Eli Lilly and Company per il trattamento della malattia di Alzheimer. Ha per target molecolare le proteine di membrana beta-amiloidi, il cui accumulo nel cervello è legato al deterioramento cognitivo osservato in questo tipo di malattia neurodegenerativa. Nel gennaio 2021, nell'ambito di uno studio clinico giunto in fase II, è stato evidenziato un rallentamento dello scadimento cognitivo nei pazienti a cui è stato somministrato il donanemab.
Nel 2023, sulla rivista scientifica HealthCare, è stata pubblicata una revisione sistematica sull'impiego del donanemab in soggetti affetti da malattia di Alzheimer. Sono stati esaminati quattro studi, per un totale di 396 pazienti, 228 dei quali avevano assunto il donanemab e i restanti 168 avevano ricevuto un placebo o medicinali usati già usati da tempo nel trattamento della patologia. È stato dimostrato che la riduzione nella concentrazione della beta-amiloide era tanto maggiore quanto i suoi livelli basali fossero già bassi, con la possibilità di uno smaltimento completo della beta-amiloide in soggetti con basse concentrazioni della proteina prima dell'inizio del trattamento.
Nel luglio 2024 è stato approvata la commercializzazione del donanemab negli Stati Uniti.

## Effetti collaterali
Dosi elevate di donanemab hanno causato in alcuni soggetti lo sviluppo di una forma di edema cerebrale denominata ARIA-E e consistente in anomalie nell'imaging associate all'extravasazione di fluidi. Alcune di queste persone erano asintomatiche, altre presentavano un quadro clinico più o meno specifico. Inoltre un'ampia porzione di pazienti sottoposti a terapia con il donanemab ha dovuto interrompere la somministrazione poiché avvertiva nausea persistente.

## Mercato
Dopo l'immissione nel mercato degli Stati Uniti e del Giappone, nel luglio 2025 l'European Medicine Agency autorizzato la commercializzazione del farmaco per il trattamento delle fasi iniziali della malattia di Alzheimer anche in Europa.